# Amédée Guillemin

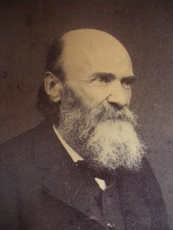
Amédée Guillemin

Amédée Guillemin (Pierre-de-Bresse, 5 juli 1826 - aldaar, 2 januari 1893) was een Frans journalist en schrijver, bekend voor zijn populair wetenschappelijke werken.

## Biografie
Guillemin volgde zijn opleiding in Beaune en Parijs en werd leraar wiskunde en wetenschappen. In 1860 vestigde hij zich in Chambéry en werd redactiesecretaris van het dagblad La Savoie. Na 1870 verhuisde hij naar Parijs waar hij de wetenschappelijk rubriek schreef voor het tijdschrift Avenir national. Daarnaast leverde hij regelmatig bijdragen voor het wetenschappelijke tijdschrift La Nature.
Hij schreef verschillende boeken over wetenschappelijke onderwerpen. Zijn eerste boek, Le Ciel, een geïllustreerd boek over de beginselen van de astronomie, kende in het Frans meerdere drukken en werd in verschillende talen vertaald.
Hij was ook politiek actief in de liberale beweging.

## Publicaties (selectie)
- Le Ciel (1864)
- Les Comètes
- Monde physique (5 delen)
- Petite encyclopédie populaire (16 delen)
- La Vapeur (in de collectie Bibliothèque des merveilles)
- Les chemins de fer (in de collectie Bibliothèque des merveilles)